# Szajch Idris
Szajch Idris (arab. شيخ ادريس) – miejscowość w Syrii, w muhafazie Idlib. W 2004 roku liczyła 3881 mieszkańców.